# Guillaume du Château
 (septembre 2022).

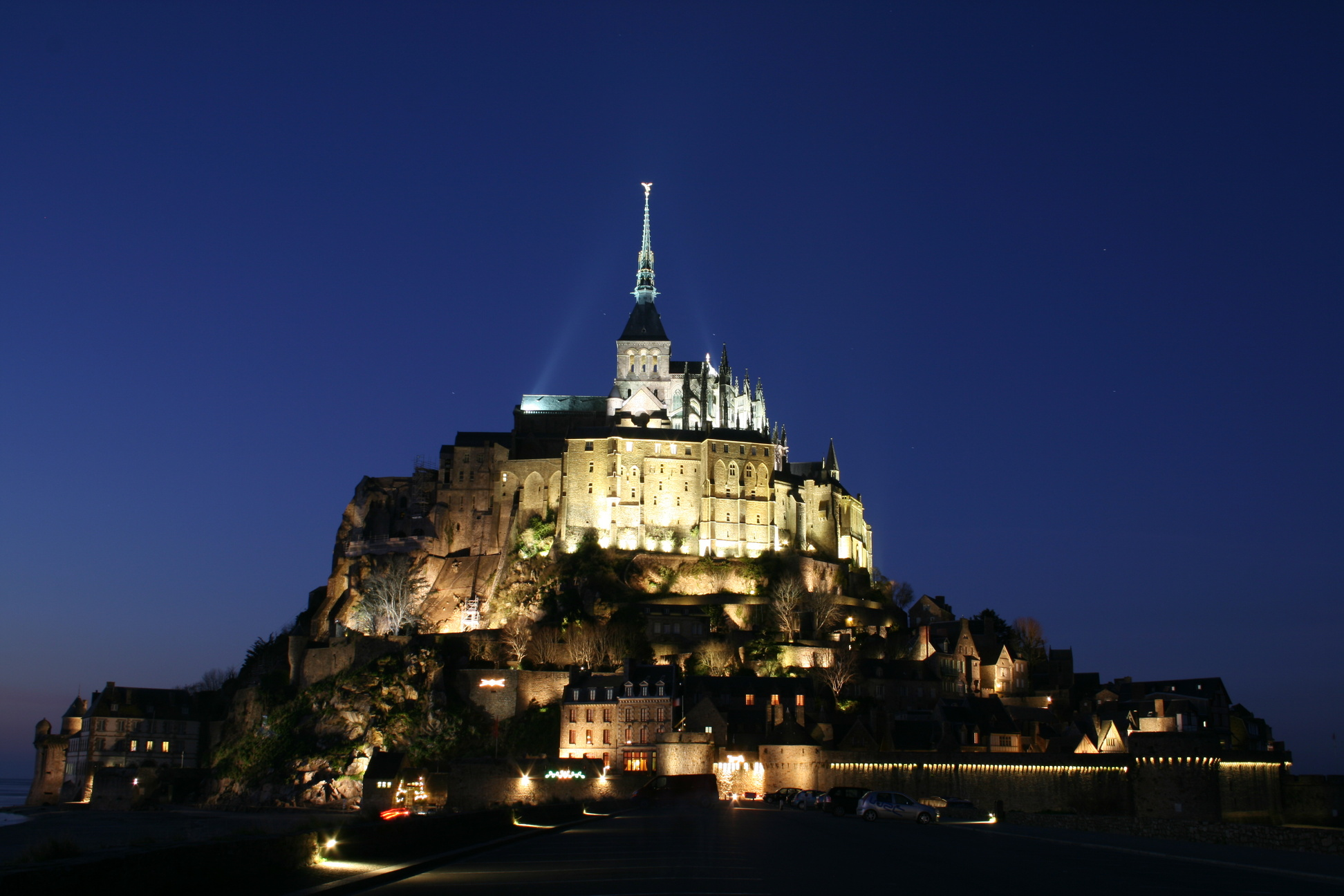
Le mont Saint-Michel.

Guillaume du Château, né au XIIe siècle et mort le 11 septembre 1314, est un bénédictin français, vingt-sixième abbé du Mont-Saint-Michel, de 1299 à 1314.
Après la mort de Jean Le Faë, une année s’écoula, avant que Guillaume du Château, moine profès du Mont Saint-Michel, ne reçût, de l’élection de ses frères, la mitre qui brilla sur son front d’un éclat qu’elle n’avait pas jeté depuis la prélature de Richard Turstin, vingt-deuxième abbé du Mont.
Ce fut dans la cathédrale d’Avranches qu’il reçut la bénédiction des mains de Geoffroy, son évêque. Au retour de cette cérémonie, la veille de Noël, son couvent descendit processionnellement à sa rencontre jusqu’à l’entrée du moutier ; là, le nouvel abbé promit, sous la religion du serment, de suivre et de faire respecter les coutumes du monastère, et de n’agir, dans la sphère de ses pouvoirs temporels et spirituels, que d’après l’avis de ses religieux.
Son gouvernement commença sous les plus funestes auspices : un de ces terribles orages, dont le bassin de la baie explique la formation, la marche destructive et les foudroyantes explosions, éclata en 1300 sur la pyramide granitique que le Mont Saint-Michel, dans l’isolement de ses grèves, semble dresser vers le ciel comme une provocation à la foudre. Jamais, dans les précédents sinistres, le désastre n’avait été si complet : l’église, les bâtiments monastiques, tout ce qui pouvait enfin devenir la proie du feu fut consumé par les flammes ; les cloches, fondues comme de la cire par leur activité dévorante, s’élançaient sur les toits en ruisseaux de métal; la ville fut elle-même enveloppée dans cette calamité. Les charbons, poussés par les tourbillons de l’incendie, tombèrent comme une grêle ardente sur les toits, et ne laissèrent que des ruines debout sur ce rocher. « II semblait, dit dom Huynes, que l’on ne devait plus songer à rebâtir magnifiquement ce monastère, ayant été brûlé cinq fois, et que c’était une insigne manifestation que Dieu n’agréait pas ces magnifiques édifices. »
Telle ne fut pas la pensée de Guillaume. « II crut, rapporte encore le même historien, que le ciel ne lui envoyait ces disgrâces que pour exercer sa vertu et signaler son zèle à rebâtir la maison du Seigneur. » Son dévouement à relever tant de ruines, à réparer tant de débris, répondit durant toute sa vie à cette généreuse résolution. Ses dépenses ne s’appliquèrent pas seulement à réédifier les bâtiments du monastère, elles s’étendirent à la ville, dont il fit reconstruire les maisons détruites. C'est à lui que l'on devait la construction (1311-1314) dans la ville haute d'une première enceinte aujourd'hui disparue. De nouvelles tribulations vinrent encore éprouver sa fermeté au milieu de ces vastes travaux ; mais il sut les conjurer par son énergie et son courage.
L’église ayant été réparée, l’évêque d’Avranches s’y rendit en 1306, pour y conférer les ordres. Guillaume, à qui les enseignements du passé apprenaient la portée usurpatrice qu’un pareil acte pouvait avoir sur les privilèges de son couvent, interdit l’entrée de l’église au prélat, et ne souffrit qu’il en franchit la porte que lorsqu’il eut donné reconnaissance, par écrit, qu’il n’entendait porter atteinte à aucune des immunités du monastère.
Le même évêque étant venu de nouveau dans l’abbaye, Guillaume, craignant qu’il n’aspirât à quelque suprématie sur son couvent, le reçut au milieu de ses moines, non revêtu de l’humble habit religieux, mais entouré de toute la pompe du pontificat. Le souvenir de cette manifestation d’indépendance, et sans doute aussi de vanité, fut consacré par un rapport déposé dans les archives du monastère. Ce zèle ardent pour la défense et la conservation des droits de son abbaye, est encore attesté par les deux bulles confirmatives qu’il obtint du souverain pontife Clément V ; la première accordée en la ville de Bordeaux, sous la date du 4 juin 1305 ; la seconde, concédée en 1307.
Dans un pèlerinage qu’il fit à ce monastère, en 1311, Philippe le Bel lui donna, comme son aïeul saint Louis, des témoignages de sa piété et de sa munificence. Outre deux épines de la couronne de Jésus-Christ et un morceau de la vraie croix, qu’il ajouta aux reliques nombreuses que possédait déjà la communauté, il déposa sur l’autel de l’Archange une offrande de 1 200 livres, dont les religieux firent modeler la statue de saint Michel, qui se trouvait encore dans la nef de l’église abbatiale vers le milieu du XVIe siècle
Guillaume trouva, outre de faibles libéralités émanant de particuliers, moyen de faire face à toutes les exigences de son administration et d’améliorer le service de son abbaye dans les revenus de son monastère. Il établit garde à la principale porte du moutier l’écuyer Pierre de Toufou, dont il fixa l’émolument à deux pains par jour, et à 25 sous de monnaie courante par année. Un autre écuyer, Robert Roussel, se chargea, par procuration, du service dû au roi par le monastère dans l’armée de Flandre. On doit également à l'abbé la construction (1311-1314) dans la ville haute d'une première enceinte aujourd'hui disparue.
Ce fut au milieu de ces travaux et de ces soins que s’écoulèrent les quinze années que Guillaume du Château occupa la première stalle du Mont Saint-Michel. Lorsqu’il mourut à Mont-Ruault, sa dépouille mortelle fut rapportée dans l’église de son couvent, où elle fut solennellement inhumée au bas de la nef.